# Línea 122 (EMT Madrid)
La línea 122 de la EMT de Madrid une el intercambiador de Avenida de América con el recinto ferial de Ifema (Feria de Madrid), situado en el Campo de las Naciones.

## Características
Los origines de esta línea la tenemos en noviembre de 1991, en un anuncio de la feria SIMO que se celebraba en el nuevo Parque Ferial Juan Carlos I (primer nombre que tuvo IFEMA). Para llevar a los visitantes a las nuevas instalaciones la EMT creó una línea regular de autobuses SE (Servicio Especial) entre Metro Arturo Soria y el Parque Ferial. Dos años más tarde, el 20 de diciembre de 1993, la EMT convirtió su línea SE en una línea permanente, que no circulara solamente los días de feria y por ello creó la línea 122. Empezó prestando servicio con el itinerario Arturo Soria - Campo de las Naciones tras la construcción de los recintos feriales. Esta línea prestaba servicio de lunes a viernes laborables, y los fines de semana y festivos lo hacía la línea 122 con raya roja partiendo de Nuevos Ministerios.
Este servicio se mantuvo así hasta la inauguración de la terminal subterránea de autobuses de la estación de Avenida de América, ampliándose entonces la línea por la calle de Arturo Soria y la A-2 hasta la misma. En ese momento pasó a ser Avenida de América - Campo de las Naciones, que circulaba todos los días y desapareció la variante con raya roja. Así, la variante actual de la línea, codificada internamente como 322, se compone de expediciones que comparten recorrido con la línea principal y lo prolongan hasta la Puerta Norte del recinto ferial.
En julio de 2007, con motivo de la inauguración de una nueva sede del Ministerio de Educación en el barrio de San Pascual, la línea vio modificado su recorrido para pasar cerca de la misma, de modo que ahora atraviesa el Parque de las Avenidas y parte de San Pascual en vez de incorporarse a la calle de Arturo Soria directamente desde la A-2.
El 26 de junio de 2017, la línea cambia su denominación para comenzar a denominarse Avenida de América - Feria de Madrid, para asemejarse a la estación homónima de Metro, que también vio modificado su nombre en esa misma fecha.
Además de prestar servicio en el Campo de las Naciones, la línea presta servicio al barrio de Piovera (Hortaleza).
Desde 2015 existe planteada una ampliación de la línea desde Feria de Madrid hasta el barrio de Valdebebas aprobada por el Ayuntamiento de Madrid, pero todavía no se ha llevado a cabo.

### Frecuencias
| Lunes a viernes laborables      |               |
| De 6:00 a 8:00                  | 10-18 minutos |
| De 8:00 a 21:00                 | 10-13 minutos |
| De 21:00 a 23:00                | 13-19 minutos |
| Sábados laborables              |               |
| De 6:00 a 8:00                  | 19-25 minutos |
| De 8:00 a 20:00                 | 19 minutos    |
| De 20:00 a 23:00                | 17-21 minutos |
| Domingos y festivos             |               |
| De 7:00 a 8:00 De 20:00 a 23:00 | 24-33 minutos |
| De 8:00 a 20:00                 | 24 minutos    |

## Recorrido y paradas

### Sentido Feria de Madrid
La línea inicia su recorrido en la dársena 12 de la terminal subterránea de autobuses de la estación de Avenida de América. Aquí tienen también su cabecera las líneas 114, 115 y 200, existe correspondencia con cuatro líneas de Metro de Madrid y tienen su cabecera varias líneas interurbanas que circulan por el corredor 2.
Desde este lugar, sale por la Avenida de América que recorre hasta la primera salida, entrando al Parque de las Avenidas por la calle Berlín, por la que llega hasta la Plaza de Venecia, saliendo de la misma por la calle Bristol, que acaba cruzando el Puente de La Paz sobre la M-30 para entrar en el barrio de San Pascual por la Avenida de Badajoz.
La línea circula entonces por la Avenida de Badajoz hasta girar a la izquierda por la calle de Torrelaguna, que recorre cruzando sobre la A-2 y entrando en el Parque de San Juan Bautista, barrio en el que abandona la calle Torrelaguna girando a la derecha por la calle Ramírez de Arellano, por la que desemboca en la calle de Arturo Soria girando a la izquierda.
A continuación, la línea circula por Arturo Soria hasta girar a la derecha por la calle Ulises, que recorre hasta pasar la intersección con la calle Asura, donde gira a la derecha para tomar la calle Moscatelar. A continuación, circula por esta calle hasta la Plaza del Liceo, donde toma la calle Silvano en dirección noreste. Circula entonces la línea por esta calle hasta la intersección con la Avenida de Machupichu, donde se sitúa el Palacio de Hielo. Después, gira a la derecha para circular por dicha avenida hasta el final.
Al final de la Avenida de Machupichu, la línea gira a la izquierda para tomar la Avenida de los Andes en dirección al Campo de las Naciones. Al final de la Avenida de los Andes cruza sobre la autopista M-40 y entra en el Campo de las Naciones por la Avenida del Consejo de Europa, que recorre hasta la Glorieta de Juan de Borbón. En la glorieta toma la salida de la Avenida de la Capital de España-Madrid, que recorre hasta el final, donde tienen su cabecera todas las expediciones, al lado de la estación de Feria de Madrid (antes llamada Campo de las Naciones) y el acceso al recinto ferial IFEMA.
| Código | Parada                                                       | Común con   | Conexiones con Metro | Otros |
| ------ | ------------------------------------------------------------ | ----------- | -------------------- | ----- |
| 4245   | AVENIDA DE AMÉRICA (intercambiador - dársena 12)             |             | Avenida de América   |       |
| 3908   | Avenida Guindalera-Camilo José Cela                          |             |                      |       |
| 5817   | Plaza de Venecia                                             | 53          |                      |       |
| 694    | Tanatorio M30                                                | 53          |                      |       |
| 696    | Avenida de Badajoz                                           | 53          |                      |       |
| 5466   | Torrelaguna-Avenida de Badajoz                               | 53          |                      |       |
| 699    | Torrelaguna-Condesa de Venadito                              | 53          |                      |       |
| 701    | Torrelaguna-Ramírez de Arellano (C/ Torrelaguna, 64)         | 53          |                      |       |
| 3909   | Torrelaguna-Ramírez de Arellano (C/ Ramírez de Arellano, 19) |             |                      |       |
| 3910   | Nuestra Señora de América                                    |             |                      |       |
| 225    | Arturo Soria-Conservatorio                                   | 11 70       |                      |       |
| 4331   | Jefatura Provincial Tráfico                                  | 11 70       |                      |       |
| 223    | Arturo Soria-Bueso Pineda                                    | 11 70       |                      |       |
| 383    | Ulises-Arturo Soria                                          | 120         | Arturo Soria         |       |
| 385    | Ulises-Asura                                                 | 120         |                      |       |
| 387    | Moscatelar-Parma                                             | 120         |                      |       |
| 389    | Moscatelar-Milán                                             | 120         |                      |       |
| 391    | Plaza del Liceo                                              | 120         | Esperanza            |       |
| 393    | Silvano-Esperanza                                            | 120         |                      |       |
| 395    | Silvano-Alcorisa                                             | 120         |                      |       |
| 397    | Silvano-El Algabeño                                          | 120         |                      |       |
| 3582   | Machupichu-Silvano                                           | 112 153     | Canillas             |       |
| 4913   | Machupichu-Manuel Rodrigo                                    | 112 153     |                      |       |
| 3584   | Machupichu-Florencio Castillo                                | 112 153     |                      |       |
| 3586   | Machupichu-Papa Negro                                        | 112 153     |                      |       |
| 3588   | Avenida de los Andes-Machupichu                              | 104 112 153 |                      |       |
| 4885   | Avenida de los Andes-Centro Comercial                        | 104 112     |                      |       |
| 5022   | Consejo de Europa-Juan de Borbón                             | 104 112     |                      |       |
| 405    | Parque Juan Carlos I                                         | 112 828     |                      |       |
| 5827   | FERIA DE MADRID (Avda. Partenón n.º 11)                      | 828         | Feria de Madrid      |       |

### Sentido Avenida de América
El recorrido de vuelta es igual al de ida salvo en el paso por el barrio de San Juan Bautista, donde circula por la calle Emilio Vargas en vez de hacerlo por Ramírez de Arellano, puesto que ambas son de sentido único.
| Código | Parada                                           | Común con   | Conexiones con Metro | Otros |
| ------ | ------------------------------------------------ | ----------- | -------------------- | ----- |
| 5827   | FERIA DE MADRID (Avda. Partenón n.º 11)          | 828         | Feria de Madrid      |       |
| 5097   | Feria de Madrid (Av. Capital de España: Madrid)  | 112         |                      |       |
| 406    | Parque Juan Carlos I                             | 112 828     |                      |       |
| 5023   | Consejo de Europa-Juan de Borbón                 | 104 112 828 |                      |       |
| 4886   | Avenida de los Andes-Centro Comercial            | 104 112     |                      |       |
| 4902   | Avenida de los Andes-Machupichu                  | 104 112     |                      |       |
| 3587   | Machupichu-Papa Negro                            | 112 153     |                      |       |
| 3585   | Machupichu-Florencio Castillo                    | 112 153     |                      |       |
| 4914   | Machupichu-Manuel Rodrigo                        | 112 153     |                      |       |
| 3583   | Machupichu-Silvano                               | 112 153     | Canillas             |       |
| 398    | Silvano-El Algabeño                              | 120         |                      |       |
| 396    | Silvano-Alcorisa                                 | 120         |                      |       |
| 394    | Silvano-Esperanza                                | 120         |                      |       |
| 392    | Plaza del Liceo                                  | 120         | Esperanza            |       |
| 390    | Moscatelar-Milán                                 | 120         |                      |       |
| 388    | Moscatelar-Parma                                 | 120         |                      |       |
| 386    | Ulises-Asura                                     | 120         |                      |       |
| 384    | Ulises-Arturo Soria                              | 120         | Arturo Soria         |       |
| 222    | Jefatura Provincial Tráfico                      | 11 70       |                      |       |
| 224    | Arturo Soria-Conservatorio                       | 11 70       |                      |       |
| 3125   | Nuestra Señora de América                        | 114         |                      |       |
| 3911   | Torrelaguna-Emilio Vargas                        |             |                      |       |
| 700    | Torrelaguna-Condesa de Venadito                  | 53          |                      |       |
| 698    | Torrelaguna-Avenida de Badajoz                   | 53          |                      |       |
| 276    | Avenida de Badajoz                               | 53          |                      |       |
| 695    | Tanatorio M30                                    | 53          |                      |       |
| 709    | Bristol                                          | 53          |                      |       |
| 2374   | Avenida de la Guindalera                         | 43 74       |                      |       |
| 3684   | Avenida Guindalera-Camilo José Cela              | 43          |                      |       |
| 4770   | Avenida de América-Corazón de María              | 114 115     |                      |       |
| 4245   | AVENIDA DE AMÉRICA (intercambiador - dársena 12) |             | Avenida de América   |       |

## Galería de imágenes

Mapa de la distribución de dársenas del intercambiador de Avenida de América con la distribución de cabeceras de las líneas de autobuses, entre las que aparece la línea 122.
Mapa zonal de la estación de metro de Feria de Madrid con los recorridos de las líneas de autobuses, entre los que aparece el 122.